# Cónclave de 1277
La elección papal celebrada entre el 30 de mayo y el 25 de noviembre de 1277, llevada a cabo en Viterbo después de la muerte del papa Juan XXI, fue la más pequeña elección papal desde que se extendió el sufragio a los cardenales presbíteros y diáconos, con sólo 7 electores (después de la muerte de tres papas que no habían nombrado nuevos cardenales). Debido a que Juan XXI había revocado Ubi periculum, la bula del papa Gregorio X que establecía el cónclave papal, con su propia bula Licet felicis recordationis, los cardenales electores fueron capaces de tomarse su tiempo en lo que sería una de las elecciones papales sin recurrir al cónclave de aquel período.
Después de seis meses de deliberaciones, los cardenales finalmente eligieron a uno de sus más altos miembros: Giovanni Gaetano Orsini como el Papa Nicolás III. Desde el final de la elección hasta el primer consistorio de Nicolás, el 12 de marzo de 1278, el número de cardenales que vivieron fueron 8: el más bajo en la historia de la Iglesia católica.

## Colegio cardenalicio
Los seis cardenales electores se dividieron en partes iguales entre tres partidarios de Carlos de Anjou y tres cardenales de prominentes familias romanas, que se oponían a los intereses de Carlos en Italia. Había un último cardenal neutral.
- Bertrand de Saint-Martin, cardenal-Decano.
- Anchero Pantaléone
- Guillaume de Bray, camarlengo del Sacro Colegio.
- Giovanni Gaetano Orsini, protodiácono.
- Giacomo Savelli
- Goffredo da Alatri
- Matteo Orsini Rosso
- Simon Monpitie de Brie (ausente), legado apostólico en Francia.

## Cónclave

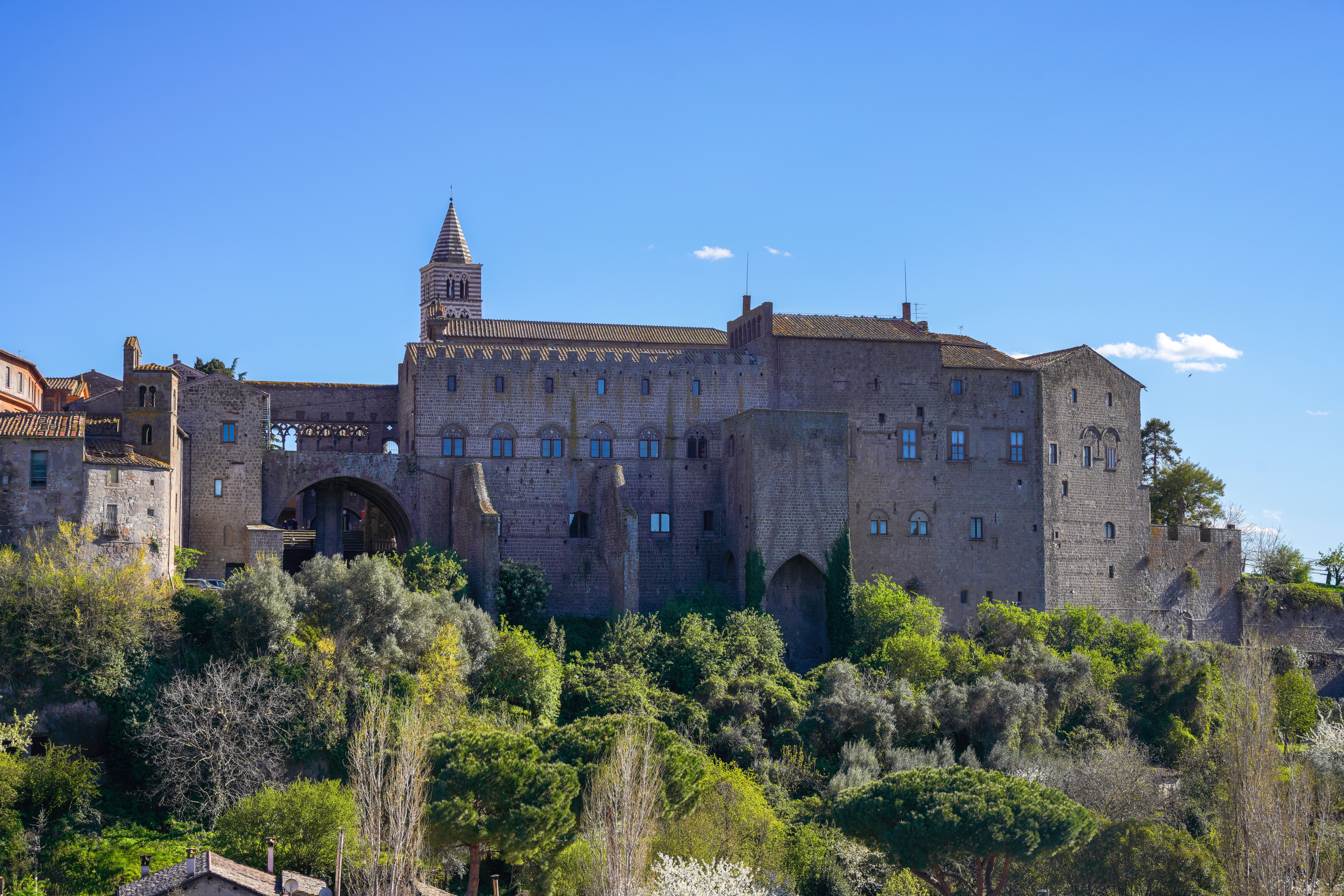
Palacio Papal de Viterbo.

Inicialmente, los cardenales se reunían una vez al día para la votación y regresaban luego a sus hogares después de los escrutinios. Durante dos meses, la votación se desarrolló sin incidentes a lo largo de partidos opositores entre pro-franceses y cardenales pro-romanos.
Después de seis meses, los magistrados de Viterbo, impacientes, encerraron a los cardenales en el ayuntamiento. Una vez electo, Nicolás III trasladó el papado a Roma.